# Rudolf Mitteregger
Rudolf Mitteregger (Gaal, 27 de novembro de 1944 - Knittelfeld, 24 de abril de 2024) foi um ciclista austríaco. Competiu em quatro provas de ciclismo de estrada nos Jogos Olímpicos de Verão de 1972 e 1976.